# Albert Harlingue
Albert Harlingue (Paris, 17 mai 1879 - Paris, 30 mars 1964) est un photographe français.

## Biographie
Il s'installe comme photographe professionnel en 1905 au n°5 de la rue Seveste (18e arrondissement de Paris). Il crée l'Agence d'information illustrée Albert Harlingue qui publie et négocie ses clichés ainsi que ceux d'autres photographes. En 1914, il est engagé dans une unité de photographie aux armées et réalise de nombreux reportages sur la Grande Guerre. Il continue ensuite son activité de reporter de la vie quotidienne et de photographe de la vie parisienne artistique jusqu'à sa mort et laisse un fonds de plus de 70 000 négatifs.
À l'instar de Robert Doisneau ou de Willy Ronis, mais moins connu qu'eux, il s'attache à restituer un panorama éclectique de la vie quotidienne et construit un large inventaire des lieux et gens de Paris de la première moitié du XXe siècle.
Ses archives et ses droits sont rachetés par l'agence Roger-Viollet. En 1985, l'ensemble des images de l'agence Roger-Viollet est légué à la Ville de Paris.

## Publications et expositions
- Jadis et naguère, choix de photographies 1900-1925 des collections Roger-Viollet , musée Angladon, Avignon, 11 avril au 16 juin 2013[1].
- Portraits d'écrivains de 1858 à nos jours, Maison Victor-Hugo, 5 novembre 2010 - 20 février 2011[2]. - Photos d'Albert Harlingue et autres photographes.